# Эллингтон (тауншип, Миннесота)
Эллингтон (англ. Ellington) — тауншип в округе Додж, Миннесота, США. На 2000 год его население составило 278 человек.

## География
По данным Бюро переписи населения США площадь тауншипа составляет 93,3 км², из которых 93,3 км² занимает суша, водоёмов нет.

## Демография
По данным переписи населения 2000 года здесь находились 278 человек, 105 домохозяйств и 76 семей.  Плотность населения —  3,0 чел./км².  На территории тауншипа расположено 110 построек со средней плотностью 1,2 построек на один квадратный километр. Расовый состав населения: 97,84 % белых, 0,36 % коренных американцев, 0,36 % азиатов, 0,72 % — других рас США и 0,72 % приходится на две или более других рас. Испанцы или латиноамериканцы любой расы составляли 1,44 % от популяции тауншипа.
Из 105 домохозяйств в 37,1 % воспитывались дети до 18 лет, в 67,6 % проживали супружеские пары, в 1,9 % проживали незамужние женщины и в 26,7 % домохозяйств проживали несемейные люди. 22,9 % домохозяйств состояли из одного человека, при том 14,3 % из — одиноких пожилых людей старше 65 лет. Средний размер домохозяйства — 2,65, а семьи — 3,10 человека.
29,9 % населения — младше 18 лет, 5,0 % — в возрасте от 18 до 24 лет, 27,7 % — от 25 до 44, 19,4 % — от 45 до 64, и 18,0 % — старше 65 лет. Средний возраст — 38 лет. На каждые 100 женщин приходилось 93,1 мужчин.  На каждые 100 женщин старше 18 приходилось 103,1 мужчин.
Средний годовой доход домохозяйства составлял 45 208 долларов, а средний годовой доход семьи —  55 625 долларов. Средний доход мужчин —  32 500  долларов, в то время как у женщин — 27 813. Доход на душу населения составил 17 594 доллара. За чертой бедности находились 5,1 % семей и 5,7 % всего населения тауншипа, из которых 2,2 % младше 18 и 18,2 % старше 65 лет.